# SchlaU-Schule
Die SchlaU-Schule ist eine staatlich anerkannte Ergänzungsschule in München-Obersendling. Die Abkürzung „SchlaU“ steht für Schulanaloger Unterricht.
Die SchlaU- und ISuS-Schule werden von dem eingetragenen Verein Trägerkreis Junge Flüchtlinge verwaltet. Dieser hat sich zum Ziel gesetzt, unbegleitete Flüchtlinge im Alter von 16 bis 21 Jahren (in Ausnahmefällen bis 25) darin zu unterstützen, ihr Menschenrecht auf Bildung und Schule wahrzunehmen und an der Gesellschaft teilzuhaben.

## Geschichte
Die SchlaU-Schule ging aus dem im Jahr 2000 gegründeten SchlaU-Projekt des Trägerkreises zur Förderung von Bildung und Integration von Flüchtlingskindern und -jugendlichen e. V. hervor. Der Verein wurde 2012 in Trägerkreis Junge Flüchtlinge e. V. umbenannt. Im Jahr 2004 wurde das Unterrichtsangebot vom bayerischen Kultusministerium als Ergänzungsschule anerkannt.
Die Schule war 2000 zunächst in der Adlzreiterstraße 23 (Ludwigsvorstadt-Isarvorstadt) beherbergt; 2002 fand ein Umzug in die Fraunhoferstraße 2 (Isarvorstadt) statt, 2008 in die Schillerstraße (Ludwigsvorstadt-Isarvorstadt), 2012 in die Schwanthalerstraße 2 (Ludwigsvorstadt-Isarvorstadt), 2019 nach München-Obersendling in die Schertlinstraße 4. 2012 wurde die Tochterschule ISuS (abgekürzt für Integration durch Sofortbeschulung und Stabilisierung) gegründet. Die ISuS-Schule bietet die Alphabetisierungs- und Grundstufe der schulanalogen Wirkungskette des Vereins an.
Im Sommer 2013 wurde Michael Stenger nach 13 Jahren Tätigkeit als Schulleiter verabschiedet; seine Nachfolge trat Antonia Veramendi an.
Das 15-jährige Bestehen wurde unter anderem mit dem Multimediaprojekt 15 Jahre SchlaU – Leben zwischen Traditionen gefeiert, einer Kooperation zwischen Schülern der SchlaU-Schule und dem englischen Fotografen Patrick Frost, gezeigt in der Münchner Stadtbibliothek im Gasteig. Darin erhalten junge Menschen, die ihre Flucht nach München führte, in einem kurzen Eingangsfilm Gesicht und Stimme. Fotos aus dem Blickwinkel der Schüler zeigen, mit welch unterschiedlichen Traditionen sie im Lauf ihres Lebens bereits konfrontiert waren.

## Aufbau der Organisation
Der Trägerkreis Junge Flüchtlinge e.V. agiert als Träger der SchlaU-Schule und des Nachbetreuungsprogramms SchlaUzubi.  Die ISuS-Schule ist eine ausgegründete Tochtergesellschaft, die seit 2012 Alphabetisiert und Grundkenntnisse vermittelt und somit als die Vorstufe zu SchlaU fungiert. Der Verein bietet darüber hinaus Angebote zur Aufklärung, Sensibilisierung und Ausbildung wichtiger Multiplikatoren und für Institutionen, hinsichtlich aller Themen, die minderjährige und junge Flüchtlinge betreffen, an.
Des Weiteren gründete der Verein im Jahr 2016 die SchlaU-Werkstatt für Migrationspädagogik, die neben Forschung und interner Schulberatung, Multiplikatoren- und Fortbildungsangebote konzeptioniert und durchführt sowie Unterrichtsmaterialien für junge Flüchtlinge entwickelt.

## Lehrkonzept
In der Schule werden ungefähr 200 junge Flüchtlinge in kleinen Schulklassen unterrichtet. Die Arbeit der Schule umfasst die Persönlichkeitsstärkung, die Alphabetisierung und die Unterrichtung in der deutschen Sprache, und sie führt ihre Schüler zum Hauptschulabschluss, den sie an Münchener Schulen ablegen; einige der Schüler führen ihren Bildungsweg anschließend mit Abitur und Hochschulstudium fort. Die Schule vermittelt zudem Firmenpraktika für ihre Schüler und bietet ehemaligen Schülern für die Dauer ihrer Ausbildung eine Nachbetreuung an.
Der Altersspanne von 16 Jahren aufwärts ist insofern von besonderer Bedeutung, als dass bis vor kurzem Flüchtlinge ab diesem Alter nach dem deutschen bzw. bayerischen Schulgesetz keinen Anspruch mehr auf den Besuch einer normalen Regelschule hatten, andererseits aber meist noch nicht erwerbstätig sein durften. So hatten Flüchtlinge, die bei ihrer Einreise 15½ Jahre oder älter waren, bis vor wenigen Jahren keinen Zugang zum Schulsystem. Als Privatschule bot und bietet die SchlaU-Schule diesen Personen eine Bildungs- und Entwicklungsperspektive.

## Mitarbeit und Finanzierung
Zum Kollegium der Schule zählen neben den Lehrern mehrere Sozialpädagogen. Die Schule bindet ungefähr 300 Ehrenamtliche ein, die die Schüler einzeln oder in kleinen Gruppen unterstützen.
Weitgehend von der Landeshauptstadt München und von Bayern getragen, finanziert sich die SchlaU-Schule zum Teil durch private Patenschaften bzw. Gelder von Stiftungen, Vereinen und Privatpersonen.

## Auszeichnungen
Im Jahr 2003 wurde das SchlaU-Projekt mit dem Förderpreis „Münchner Lichtblicke“ ausgezeichnet. Schulleiter Michael Stenger wurde 2009 aufgrund seines Engagements zum Ashoka-Fellow ernannt. Er erhielt 2011 die Integrationsmedaille der deutschen Bundesregierung und 2012 die Kerschensteiner-Medaille der Landeshauptstadt München. ISuS, die Tochterschule von SchlaU, erhielt 2012 den Förderpreis Münchner Lichtblicke.
Im Jahr 2014 wurde die SchlaU-Schule als eine von bundesweit fünfzehn Schulen für den Deutschen Schulpreis nominiert und gewann den mit 25.000 Euro dotierten Preis der Jury. Ebenfalls 2014 wurde Michael Stenger der Bambi in der Kategorie „Integration“ verliehen.
2015 gewannen die Schüler der SchlaU- und ISuS-Schulen den Mixed-Up-Preis mit dem Projekt „Weiß Gott wann“. Am 28. April 2016 wurde das PHINEO Wirkt-Siegel in Berlin unter Schirmherrschaft von Staatsministerin Aydan Özoğuz, Beauftragte für Migration, Flüchtlinge und Integration, an die SchlaU-Schule und 12 weitere ausgezeichnete Projekte übergeben. Im Dezember 2016 erhielt die Schule den Deutschen Engagementpreis 2016 in der mit 5.000 Euro dotierten Kategorie Chancen schaffen.

## In den Medien
Die Schule ist Gegenstand zahlreicher Medienmitteilungen. Unter anderem veröffentlichte die Zeitschrift Die Zeit im Oktober 2012 ein Interview mit Schulleiter Stenger, und der WDR stellte im November 2012 die Schule in einer 45-minütigen Sendung der Serie „Menschen hautnah“ vor, die 2013 mit dem Marler Medienpreis Menschenrechte der Kategorie „Dokumentation Inland“ ausgezeichnet wurde. Der Fernsehsender Phoenix wiederholte die Sendung im Juni 2013. Im Juli 2013 strahlte das Bayerische Fernsehen eine Sendung aus, in welcher am Beispiel der SchlaU-Schule hervorgehoben wurde, dass das Kultusministerium es zum Standard erhoben hat, dass Flüchtlinge bis 21 Jahren unabhängig von ihrem Aufenthaltsstatus zur Schule gehen dürfen.